# Mosteiro de Nossa Senhora da Assunção de Tabosa
O Mosteiro de Nossa Senhora da Assunção de Tabosa, também conhecido como Convento de São Bernardo de Tabosa, está situado no lugar de Tabosa, freguesia de Carregal, município de Sernancelhe, em Portugal.
Foi fundado no ano de 1692, sendo o último mosteiro ou convento cisterciense a ser criado em Portugal, e o 12º feminino da Ordem de Cister no país. 
É monumento classificado como Imóvel de Interesse Público pelo Estado português desde 1971.

## História
No ano de 1692, segundo uma doação de D. Maria Pereira, senhora de origens fidalgas e de largas posses, mulher de Paulo Homem Telles, Governador das Armas da Província da Beira, que lhe deixou oito mil cuzados de renda, foi  fundado na sua Quinta da Luz, sita no lugar de Tabosa, Concelho de Caria, e pertencente à jurisdição da Diocese de Lamego, um mosteiro para freiras Bernardas Recolectas, com capacidade para 25 religiosas e dotado de elevados bens e rendas para o seu sustento e continuidade. O mosteiro então criado ficava sob a tutela do Mosteiro de S. Pedro das Águias dada a sua proximidade (Tabuaço), sendo na altura seu Abade D. Diogo de Castelo Branco.
A este lugar ermo recolheram-se as primeiras freiras, vindas do Convento de Nossa Senhora da Nazaré do Mocambo, da freguesia do Mocambo da cidade de Lisboa, onde se seguiam também os mesmos princípios austeros, de recolhimento e de recuperação da espiritualidade que a  Reforma Recolecta pretendia devolver à Ordem de Cister.
O Mosteiro aberto com a vinda de cinco freiras daquele Convento de Lisboa (de entre as quais a própria Madre Abadessa) e duas monjas conversas, inicia então a sua história e percurso nos pouco mais de 150 anos em que acolheu monjas cistercienses.
Com autorização para albergar 25 monjas como inicialmente pedido pela sua fundadora, o Mosteiro poucos anos após a sua abertura chegou a ter 27 religiosas, provenientes a sua maioria de filhas de famílias nobres da região, e de algumas familiares de D. Maria Pereira, conforme estipulado nos documentos e licenças emitidas aquando da sua fundação.

## A construção do Mosteiro
Aquando da chegada da primeiras freiras a Tabosa a 10 de Setembro de 1692, estavam já edificadas e construídas a “Igreja (cuja construção decorrera a partir de 1685), Casas de Locutórios, de Rodas, e as dos foros, assim de cima como de baixo, e tem os Mirantes quase feitos”. Todavia, a conclusão das obras estava ainda longe, sendo as acomodações bastantes precárias e sem a dignidade devida pois “parecia mais um estábulo para animais que um convento para religiosas”, e apenas tinha 11 celas, mas ainda inacabadas.
As obras, iniciadas em 1685 com o arranque da construção da Igreja mesmo antes da autorização para a fundação do Mosteiro, duraram até ao ano de 1745, ano em que se terminou a Sala do Capítulo, construindo-se no ano imediato uma Via Sacra ao redor do Mosteiro, de que ainda hoje se encontram marcos e vestígios importantes, nomeadamente as bases das cruzes do Calvário junto à entrada da Cerca. Esta Via Sacra foi abençoada por Frei Gaspar de Virgem Maria (1703-1774), monge do Convento franciscano de Varatojo, próximo de Torres Vedras, e com o qual o Mosteiro de Tabosa tinha estabelecido um acordo de acompanhamento espiritual e de oração.
Seguindo a tradicional estrutura dos mosteiros cistercenses de obediência a Clairvaux, Tabosa apresenta a Igreja a poente dos claustros. O acesso à Igreja era feito tanto do exterior por uma porta principal lateral (características dos mosteiros femininos) ou directamente a partir dos claustros por uma porta de arco perfeito aberto a meio da sua parede oeste (hoje fechada, após a separação da igreja para culto do já extinto mosteiro).
Ao redor dos Claustros, para além da Igreja (com acesso directo à mesma e à Sacristia) situavam-se no piso térreo a Casa do Capítulo, e o Lucotório, antecedidos pela Portaria com a sua Roda. O Mirante, habitual nos mosteiros e conventos femininos, situava-se no extremo este da fachada, junto à porta da Cerca que dava acesso à Granja. Na parte traseira dos claustros ficavam quer as Casas dos Foros de Baixo, quer alguns dos alojamentos e celas das monjas, noviças e conversas. Era também pelo piso térreo dessa zona que se tinha acesso, por escadas lançadas até ao primeiro piso, às duas portas de acesso ao Coro alto para as monjas e conversas, cada uma com a sua porta dedicada.
A nascente dos Claustros, ficavam situados o Refeitório, a Cozinha e o Calafetório, bem como as instalações sanitárias, todas servidas pelo sitsema hidráulico construído e alimentado por uma mina (a de À Fernandinho) e duas poças, situadas no exterior da cerca, em terrenos pertencentes à Quinta da Luz. Junto ficavam ainda as Casa dos Foros de cima.
No exterior da Cerca, que foi totalmente rodeada de forte muralha com uma altura que chega a ter 5 metros e uma largura na base que vai até 1 metro, e cujo fecho se deu por concluído em 1705, situava-se a Hospedaria, situada frente ao Mosteiro e junto às casas construídas para moradias dos operários encarregues da construção da Igreja e Mosteiro. A Hospedaria destinava-se a albergar os visitadores e padres que prestavam os serviços de culto ao Mosteiro.
A fachada do Mosteiro apresenta, por cima da sua porta principal, um nicho com a imagem de S.Bernardo de Claraval, encimado pelas armas da Congregação de Alcobaça, com as armas de Portugal, as flores de Lis e a banda de duas tiras enxaquetada comum ao brasão da Ordem. A igreja, lateral ao corpo de Mosteiro, seguindo as normas usuais das abadias cistercienses, tem sobre a sua porta uma imagem de  Nª Sª da Assunção.
Os claustros, de um quadrado perfeito (18,9 metros de largura, com a dimensão de 12,25 m na sua fachada interior, e galerias com 2,6 m de largura) são compostos por colunas toscanas, e com uma varanda balaustrada na parte superior (bastante semelhante à dos claustros do Mosteiro do Lorvão). De fino recorte, a sua construção iniciou-se em 1703, estando terminadas em 1704.

## Uma vida de 150 anos
A história do Mosteiro atravessa 3 séculos de grandes sobressaltos e alterações profundas: primeiro foi o período longo de edificação do Mosteiro e sua Cerca, que dura até 1745; depois a reestruturação que o Geral da Congregação de Alcobaça, Frei Manuel de Mendonça, introduziu na Ordem Cister e que obrigou as Monjas a deslocarem-se para Setúbal em 1771, integrando o provisório Real Mosteiro de Nossa Senhora da Nazaré da Vila de Setúbal, num conturbado processo no tempo do Marquês de Pombal, e pelo qual Tabosa, naquele tempo um dos Mosteiros mais ricos da Ordem, é despojado de todas as suas rendas e foros (repartidas entre a Coroa e a Congregação de Cister), e vê todo o seu telhado, madeiras e mesmo algumas pedras vendidos. Segue-se o regresso a Tabosa já no tempo de D. Maria I, e o penoso processo de reconstrução do destruído Mosteiro sob a orientação do mestre obras Frei José da Fonseca e Castro, mas agora agora totalmente dependente da Caixa do Peditório da Congregação e de esmolas. Por fim, a sua lenta degradação após a extinção das ordens religiosas, despojado de novas monjas e obrigado a vender alguns dos seus bens para assegurar a subsistência das sobreviventes, sendo considerado formalmente extinto com a morte da última monja, D. Tomásia Rita Pinto Guedes, que ocorreu a 27 de Março de 1850. Foi então vendido em asta pública a um rico proprietário agrícola da região, sendo a sua igreja desanexada e afectada ao culto do povo da aldeia. O Mosteiro nunca mais veio a ser habitado, sendo as suas diversas propriedades sucessivamente vendidas, restando apenas nos anos 60 do século passado um edifício arruinado e a sua cerca.
Mercê do pedido do povo de Tabosa, receoso do desmantelamento progressivo do Mosteiro com as suas telhas, madeiras e pedras de novo a serem vendidas ou retiradas do local, o Mosteiro de Nossa Senhora da Assunção de Tabosa veio a ser declarado imóvel de interesse público pelo Dec. Lei 516/71, publicado na I série do Diário do Governo, n.º 274 de 22 de Novembro desse ano.